# Cosmos scabiosoides

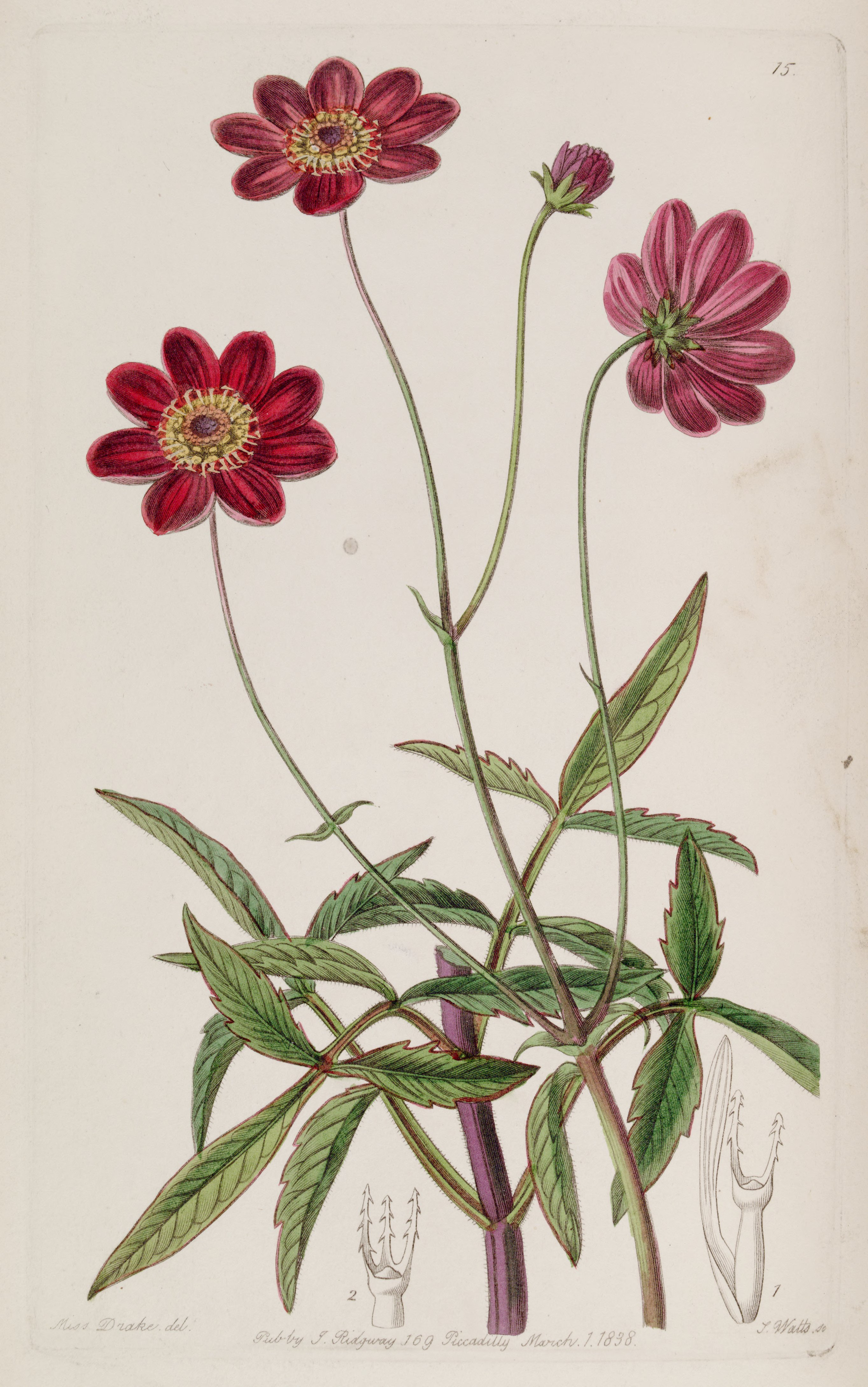
Ilustración botánica

Cosmos scabiosoides es una planta de la familia de las asteráceas, endémica de México.

## Descripción
Es una hierba perenne erecta, de aproximadamente 1 m de alto. El tallo es subcuadrangular, ramificado y algo pubescente. Las hojas son opuestas, con un peciolo alado, indivisas o más frecuentemente divididas en tres segmentos lineares o lanceolados, de margen aserrado, haz glabro y envés pubescente. La inflorescencia es una cabezuela solitaria sobre un pedúnculo delgado de unos 20 cm de largo, ubicada en la punta de las ramas. Involucro subhemisférico glabro, con siete u ocho brácteas externas de unos 3.5 mm de largo, soldadas en la base, verdes con estrías moradas, las brácteas internas moradas y más grandes que las externas. Las flores liguladas son ocho, estériles y simulan pétalos de color guinda a casi negro. Las flores del disco son numerosas, amarillas con los bordes morados. El fruto es una cipsela delgada, tetragonal, fusiforme y muy alargada hacia el ápice, con un vilano de dos aristas delgadas, retorsamente barbadas. Suele florecer de agosto a noviembre.

## Distribución y hábitat
Cosmos scabiosoides es un endemismo de México. Se distribuye en una franja desde el sur de la Sierra Madre Occidental y a lo largo del Eje Neovolcánico. Algunas fuentes citan una población disyunta en Chiapas, y se ha colectado en Oaxaca también.
Es un elemento ocasional en bosques mixtos de clima templado; al ser tolerante a la perturbación ecológica, es común encontrarla en pastizales secundarios, claros de bosque o a orillas de caminos. En función de su amplia distribución y su resistencia al disturbio, se considera una especie bajo preocupación menor.

## Taxonomía
Cosmos scabiosoides fue descrita en 1818 por Carl Sigismund Kunth en Nova Genera et Species Plantarum, ed. fol., 4: 190.

### Etimología
Cosmos: nombre genérico del griego κόσμος (cosmos) - "universo de orden armónico" o bien "ornamento".
scabiosoides: epíteto específico formado a partir de Scabiosa y la terminación -oides, 'similar a', por su parecido con este género de plantas.

### Sinónimos
- Bidens scabiosoides Sch.Bip. ex B.Seemann
- Cosmea scabiosae Spreng.
- Cosmos scabiosoides f. indivisus B.L.Rob.
- Cosmos scabiosoides var. oblongus Sherff
- Cosmos scabiosoides var. typicus Sherff
- Cosmos scabiosoides f. typicus Sherff[6]